# Hoeselt
Hoeselt è un comune belga di 9 343 abitanti, situato nella provincia fiamminga del Limburgo belga.